# 宮崎県立延岡商業高等学校
宮崎県立延岡商業高等学校（みやざきけんりつ のべおかしょうぎょうこうとうがっこう）は、宮崎県延岡市桜ケ丘三丁目に所在する公立の商業高等学校。略称「延商」。

## 概要
歴史
1921年（大正10年）に郡立の商業学校として創立。1923年（大正12年）県立移管を経て、1948年（昭和23年）の学制改革により、新制高等学校宮崎県立延岡岡冨高等学校の商業課程となる。翌1949年（昭和24年）には統合により宮崎県立延岡恒富高等学校の商業課程となり、1950年（昭和25年）には工業課程とともに「宮崎県立延岡向洋高等学校」として分離・独立。1958年（昭和33年）に商業課程が分離し「宮崎県立延岡商業高等学校」として独立した。2021年（令和3年）に創立100周年を迎えた。
設置課程・学科
全日制課程 2学科
- 商業マネジメント科
- 情報ソリューション科

校訓
「質実剛健・堅忍持久・勤労愛好」
校章
ギリシア神話の商業神ヘルメースの持つ杖「ケーリュケイオン」の絵の上に「高」の文字を置いている。
校歌
作詞は谷村博武、作曲は園山謙二による。歌詞は3番まであり、各番に校名の「延岡商高」が登場する。また校訓が入っている（1番に質実剛健・2番に堅忍持久・3番に勤労愛好）。
同窓会
「延商会」と称している。
問題
10年以上に渡り、教師による生徒差別（学科差別）が続いていた。差別対象の学科は、会計科、流通経済科。現在は不明。

## 沿革
- 1921年（大正10年）- 「東臼杵郡立延岡商業学校」（旧制実業学校）として創立。
- 1923年（大正12年）4月1日 - 宮崎県に移管され、「宮崎県立延岡商業学校」に改称。
- 1944年（昭和19年）4月1日 - 教育ニ関スル戦時非常措置方策により商業学校の募集が停止され、宮崎県立延岡工業学校が併設される。
- 1946年（昭和21年）4月1日 - 商業学校の募集を再開。修業年限が5年となる（ただし4年修了時点で卒業することもできた）。
  - 工業学校の中で希望者には商業学校への転科を認めた。
- 1947年（昭和22年）4月1日 - 学制改革（六・三制の実施、新制中学校の発足）が行われる。
  - 商業学校としての募集を停止。
  - 新制中学校を併設し（以下・併設中学校）、商業学校1・2年修了者を新制中学校2・3年生として収容。
  - 併設中学校は経過措置としてあくまで暫定的に設置されたため、新たに生徒募集は行われず、在校生が2・3年生のみの中学校であった。
  - 商業学校3・4年生はそのまま商業学校4・5年生として在籍（ただし4年修了時点で卒業することもできた）。
- 1948年（昭和23年）4月1日 - 学制改革により、延岡市内の県立旧制中等教育学校4校が統合され、新制高等学校2校が発足。
  - 旧制中等教育学校4校 - 延岡中学校・延岡高等女学校・延岡商業学校・延岡工業学校
  - 新制高等学校2校
    - 「宮崎県立延岡恒富高等学校」- 旧制中学校生徒の半数、高等女学校生徒の半数（男女共学）、工業学校生徒全員を収容。
    - 「宮崎県立延岡岡冨高等学校」- 旧制中学校生徒の半数、高等女学校生徒の半数（男女共学）、商業学校生徒全員を収容。
      - 商業学校卒業者（5年修了者）を新制高校3年生、商業学校4年修了者を新制高校2年生、併設中学校卒業者（3年修了者）を新制高校1年生として収容。
- 1949年（昭和24年）
  - 3月31日 - 併設中学校を廃止。
  - 4月1日 - 公立高等学校の統合・再編により上記2校が統合され「宮崎県立延岡恒富高等学校」となる。
    - 通常制普通課程（全日制普通科）・商業課程・工業課程・定時制・通信教育部を有する総合制の高等学校となる。
- 1950年（昭和25年）4月1日 - 公立高等学校の再編により、商業課程と工業課程が延岡恒富高等学校から分離し、「宮崎県立延岡向洋高等学校」として独立。
  - 実業高等学校となる。
- 1958年（昭和33年）4月1日 - 商業課程が宮崎県立延岡向洋高等学校から分離し、「宮崎県立延岡商業高等学校」（現校名）として独立。
  - 宮崎県立延岡向洋高等学校は1965年（昭和40年）に宮崎県立延岡工業高等学校と改称した。
- 1978年（昭和53年）4月1日 - 学科改編により、情報処理科を新設。
- 1996年（平成8年）4月1日 - 学科改編により、会計科と流通経済科を新設。
- 2002年（平成14年）4月1日 - チャレンジショップ（実習店）「和（なごみ）」の運営を開始。毎年9月から12月までの期間限定。
- 2006年（平成18年）4月1日 - 学科改編により、情報処理科の募集を停止し、経営情報科1学級を新設。
- 2022年（令和4年）4月1日 - 学科改編により、商業科・会計科・流通経済科の募集を停止し、商業マネジメント科が新設される。経営情報科の募集を停止し、情報ソリューション科が新設される。

## 学校行事
- 9月 - 体育大会
- 10月 - 桜華祭（文化祭）

## 部活動
| 運動部 - 野球部 - 夏の甲子園大会 - 2回出場（1968年夏〈第50回〉・1985年夏〈第67回〉） - 春のセンバツ甲子園大会 - 1回出場（1982年春〈第54回〉） - 陸上競技部 - バスケットボール部 - 卓球部 - テニス部 - サッカー部 - ハンドボール部 - 弓道部 - バドミントン部 - ソフトボール部 - 空手道部 - ソフトテニス部 - 体操競技部 - バレーボール部 | 文化部 - 珠算・電卓部 - 美術部 - 簿記部 - 吹奏楽部 - 情報処理部 - ワープロ部 - ボランティア部 - 放送部 - 流通経済部 - 写真部 - 文芸部 - 茶道部 |

## 著名な出身者
- 大原一三 - 元衆議院議員（旧制延岡商業学校卒業）
- 柳田豊 - 元プロ野球選手
- s@ko - ローカルタレント
- 酒井瞳 - タレント（アイドリング!!!14号）

## 交通
最寄りの鉄道駅
- JR九州 日豊本線 「延岡駅」- 学校からかなり離れているのでバスの利用が必要。

最寄りのバス停
- 宮崎交通 延岡駅前から桜ヶ丘線のバスに乗車、「商業高校前」バス停で下車。

## その他
- 国家資格の基本情報技術者試験（FE）の午前科目免除制度の認定校となっている[1][2]。

## 周辺
- 桜ヶ丘緑地
- 桜ヶ丘団地
- 北延岡中継局 - グランド裏の山にあるテレビ中継局。